# Иван Панфилов
Иван Василевич Панфилов,на руски: Ива́н Васи́льевич Панфи́лов, роден на 20 декември 1892 г (1 декември 1893 г.) или 1 (13) януари 1893 г. в гр. Петровск (Саратовска област) и загинал на 18 ноември 1941 г. вс. Гусенево, Московска област, съветски военен деец, генерал-майор, Герой на Съветския съюз (посмъртно, 1942 г.).

## Биография

### Участие във Втората световна война
На 14 юли 1941 г. Иван Панфилов започва формирането на 316-а стрелкова дивизия. Тази дивизия е съставена от жители на Алма-Ата и Фрунзе. В края на август е изпратена на фронта. На 6 октомври 1941 года дивизията е изпратена в защита на Москва, където заема Укрепен район Волоколамск и генерал Панфилов става началник на Волоколамски боен участък. На 10 ноември 316-а дивизия встъпва в бой с противника в подстъпите на Москва. За тези боеве Панфилов е награден с орден Червено знаме. На 16 ноември дивизията е атакувана от две танкови дивизии и една пехотна дивизия. За успешните действия в хода на тези бойни действия 316 дивизия на 23 ноември става 8-а гвардейска и носи името „Панфиловска“. Генерал Панфилов е бил жив когато е командвал гвардейска дивизия.Убит е от отсколка на мина, непосредствено когато излиза от укритието, в което е бил щаба на дивизията.
Участието на генерал Панфилов става популярно след публикуването на повестта на Александър Бек „Волоколамското шосе“. В началото на 1942 г. Александър Бек отива в дивизията, вече отблъснала немските войски от Москва и носеща името на генерал Панфилов. При разговорите с войниците писателят изгражда образа на генерала: „Не бързай да умираш – учи се да воюваш“, „Войникът трябва да воюва с ума си“, „Войникът отива на бой не за да умира, а да живее“, „Победата се кове преди боя“. Панфилов казва на войниците и командирите: „Не ми е необходимо ти да загинеш, необходимо ми е да си жив“. Това че се грижи за своите войници е една от основните причини за успеха му като командир. Дивизията, в която има 42 националности той успява да командва и благодарение на това, че служейки в средна Азия познава добре местните обичаи.